# Jorgos Seferis

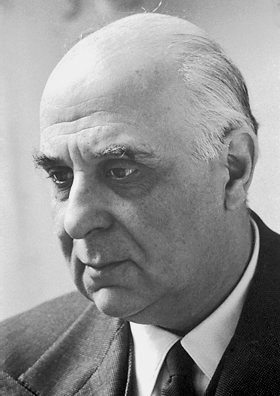
Jorgos Seferis (1963)

Jorgos Seferis (gr. Γιώργος Σεφέρης; właśc. Georgios Seferiadis, gr. Γεώργιος Σεφεριάδης; ur. 13 marca 1900 w Smyrnie, zm. 20 września 1971 w Atenach) – poeta i eseista grecki.
Laureat Nagrody Nobla w dziedzinie literatury za rok 1963.

## Życiorys
Jorgos Seferis dzieciństwo spędził w Imperium Osmańskim, zadebiutował w 1914 roku. Gdy wybuchła I wojna światowa, wraz z rodziną przeniósł się do Grecji. W 1917 roku ukończył Gimnazjum Klasyczne w Atenach, by w tym samym roku przenieść się do Francji, gdzie jego ojciec pracował jako prawnik. W Paryżu, gdzie studiował literaturę i prawo, pozostał do 1924 roku, kiedy wyjechał do Anglii, aby szlifować język angielski. W 1925 roku powrócił do Aten, dwa lata później rozpoczął pracę w Ministerstwie Spraw Zagranicznych Republiki Grecji.
W 1928 roku wydał pod prawdziwym nazwiskiem przekład esejów Paula Valéry’ego Wieczór z panem Teste. W maju 1931 roku już pod pseudonimem "Seferis" opublikował zbiór poezji Zwrot, wtedy też wyjechał na misję dyplomatyczną do Londynu. Pozostał tam do 1934 roku, kiedy ponownie wrócił do Aten. W 1932 roku ukazał się zbiór poetycki Cysterna zadedykowany Jorgosowi Apostolidisowi. W 1933 roku ojciec poety, Stelios, został wybrany na dziekana Uniwersytetu Ateńskiego.
W kwietniu 1941 roku Jorgos Seferis ożenił się z Marią Zanu, a w maju tego samego roku, po inwazji niemieckiej, udał się wraz z greckim rządem na emigrację do Egiptu. W sierpniu dostał się do Luksemburga, a następnie do Pretorii w Południowej Afryce, gdzie pracował w Ambasadzie Republiki Grecji do 1942 roku. Prawie całe życie podróżował. Służył w wielu greckich placówkach zagranicznych początkowo jako attaché, później jako ambasador.
Poza granicami Grecji zdobył sławę w 1963 roku, kiedy jako pierwszy Grek został uhonorowany Literacką Nagrodą Nobla. Konsekwentnie krytykował dyktaturę czarnych pułkowników. Po śmierci (1971) ukazały się także jego dzienniki.
Tłumaczył na grecki utwory m.in. Thomasa Stearnsa Eliota, Williama Butlera Yeatsa, Alfreda de Musseta, Paula Éluarda, Ezry Pounda.
Wiersze poety na język polski tłumaczyli: Michał Bzinkowski, Nikos Chadzinikolau, Zygmunt Kubiak i Janusz Strasburger.

## Twórczość
Poezję Seferisa określa się jako pesymistyczną i melancholijną. Jest to poezja trudna w lekturze, pełna symboli, przeznaczona dla elitarnego kręgu odbiorców. Podstawowe tematy, które porusza Seferis, to grecka kultura, tęsknota za straconą ojczyzną oraz doświadczenia emigranta po Katastrofie Małoazjatyckiej.
- Strofi 1931 [Zwrot]
- Sterna 1932 [Cysterna]
- Mythistorima 1936 [Legenda]
- Tetradio jimnasmaton 1928-1937 1940 [Zeszyt ćwiczeń 1928-1937]
- Imerolojo katastromatos I 1940 [Dziennik pokładowy I]
- Imerolojo katastromatos II 1944 [Dziennik pokładowy II]
- Imerolojo katastromatos III 1955 [Dziennik pokładowy III]
- Kichli (1947 [Drozd]
- Tria krifa piimata 1966 [Trzy poematy ezoteryczne]
- Meres, t.1-7 (1975–1990) [Dni – dzienniki]
- Piimata (1977) [Wiersze – wydanie zbiorowe]

## Przekłady polskie w antologiach
- Antologia poezji nowogreckiej, Warszawa 1970 (m.in. poematy: Legenda i Drozd)
- Nowe przestrzenie Ikara, Poznań 1972, 1980, 1985
- Poeci Nowej Grecji, Warszawa 1972, 1987
- Latarnie Posejdona, Gdańsk 1978 (poemat Legenda w tłumaczeniu Nikosa Chadzinikolau pt. Opowieść)
- Antologia literatury powszechnej, t. 2, Warszawa 1973 (wiersze Stary człowiek na brzegu rzeki oraz Eurypides, Ateńczyk)
- Laurowo i jasno. Antologia wierszy laureatów literackiej Nagrody Nobla, Warszawa 1994 (m.in. wiersze: Zaprzeczenie, Liść topoli, Mykeny)
- Król Asine i inne wiersze, Wrocław-Wojnowice 2020, Wydawnictwo Kolegium Europy Wschodniej im. Jana Nowaka-Jeziorańskiego, tłumaczenie Michał Bzinkowski (m.in. wiersze  Zaprzeczenie, Rakieta, Mityczna historia, Butelka w morzu, Szkice na lato i wiele innych)